# Choctaw (taal)
Choctaw is een taal die wordt gesproken door de Choctaw in het zuidoosten van de Verenigde Staten. Aan het begin van de 19e eeuw werd deze taal als lingua franca gebruikt door bewoners van grensgebieden, waaronder de latere Amerikaanse presidenten Andrew Jackson en William Henry Harrison. Het Chickasaw wordt soms als een dialect van het Choctaw gezien maar is waarschijnlijk een aparte taal die zeer nauw verwant is aan het Choctaw.

## Orthografie
De spelling van het Choctaw is gebaseerd op de Engelse variant van het Latijnse alfabet en aan het begin van de 19e eeuw ontwikkeld binnen het kader van een alfabetiseringsprogramma. De drie meest gebruikte varianten van deze spelling zijn Byington (Oorspronkelijk), Byington/Swanton (Taalkundig), en Modern (Mississippi-Choctaw).

### Byington (Origineel)

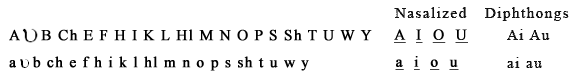

### Byington/Swanton (Taalkundig)

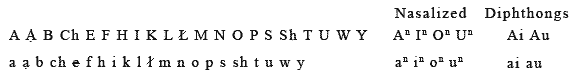

### Modern (Mississippi-Choctaw)

Het Moderne Choctaw-alfabet, dat wordt gebruikt door Choctaw-Indianen in Mississippi.

### Modern (taalkundige variant)
In publicaties van taalkundigen over het Choctaw wordt een iets afwijkende vorm van de moderne orthografie gebruikt, waarin lange klinkers als dubbele klinkers worden weergegeven. In de Byington/Swanton-versie staat de Accent aigu eerder voor het toonhoogte-accent dan voor de klinkerlengte.

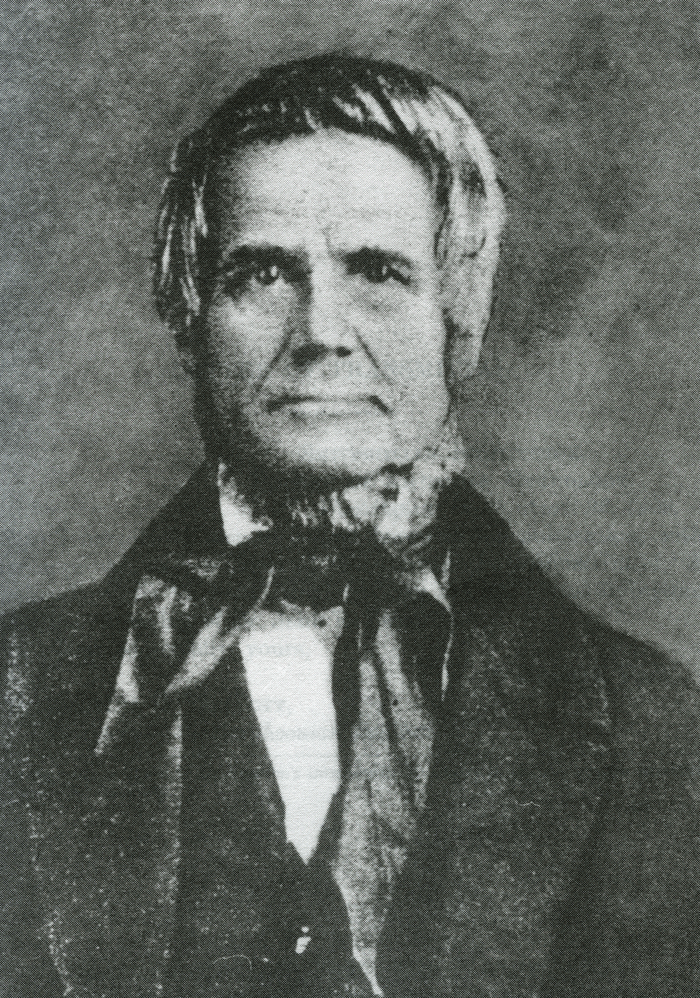
Cyrus Byington werkte bijna 50 jaar aan de vertaling van de Bijbel in het Choctaw.

## Fonologie

### Medeklinkers
|                    | Labiaal | Alveolaar | Palataal | Velaar | Glottaal |
| ------------------ | ------- | --------- | -------- | ------ | -------- |
| Plosief            | p, b    | t         |          | k      | '        |
| Affricaat          |         |           | [tʃ]     |        |          |
| Fricatief          | f       | s         | [ʃ]      |        | h        |
| Lateraal fricatief |         | [ɬ]       |          |        |          |
| Nasaal             | m       | n         |          |        |          |
| Lateraal           |         | l         |          |        |          |
| Approximant        |         |           | j        | w      |          |

In sommige spellingen worden <š> and <č> gebruikt om de klanken /ʃ/ en /tʃ/ weer te geven; in andere spellingen worden de digrafen <sh> en <ch> gebruikt. /j/ wordt gespeld als <y>. In de meeste moderne spellingen wordt <lh> gebruikt om de laterale fricatief weer te geven.

### Klinkers
|              | Voor          | Centraal      | Achter        |
| ------------ | ------------- | ------------- | ------------- |
| Gesloten     | i, [iː], [ĩː] |               |               |
| Halfgesloten |               |               | o, [oː], [õː] |
| Open         |               | a, [aː], [ãː] |               |

In gesloten lettergrepen verschijnen [ɪ], [ʊ] en [ə] als allofonen van /i/, /o/, en /a/. In de spelling wordt nasalisatie van een klinkers gewoonlijk weergegeven door de klinker te onderstrepen, en de allofoon [ʊ] wordt vaak geschreven als <u>. De traditionele orthografie (die is gebruikt in de Choctaw-versie van het Nieuwe Testament) gebruikt <v> en <u> om de slappe allofonen van de korte klinkers /a/ en /o/ - [ə] en [ʊ] - weer te geven. In deze zelfde spelling wordt soms het grafeem <e> gebruikt om sommige gevallen van /iː/ weer te geven, in andere gevallen wordt het grafeem <i> gebruikt. De grafemen <a>, <i>, and <o> worden gebruikt voor zowel de lange als de korte vormen van /a/, /i/ en /o/.

## Morfologie en grammatica
Het Choctaw kent een zeer uitgebreide vervoeging; zo kan een werkwoordsvorm tot wel drie prefixen en vijf suffixen bevatten die allemaal extra informatie met betrekking tot de argumenten verschaffen. De werkwoordsstam kan bovendien nog voorzien van een infix dat extra informatie met betrekking tot het werkwoordelijke aspect geeft.
Sommige woorden die in andere taalfamilies tot een andere lexicale categorie zouden behoren (daar bijvoorbeeld bijvoeglijke naamwoorden of kwantoren zouden zijn) zijn in het Choctaw ook werkwoorden.